# Euselasia eucritus
Euselasia eucritus is een vlindersoort uit de familie van de prachtvlinders (Riodinidae), onderfamilie Euselasiinae.
Euselasia eucritus werd in 1853 beschreven door Hewitson.